# Николо Макијавели
Николо Макијавели (итал. Niccolò Machiavelli; Фиренца, 3. мај 1469 — Фиренца, 21. јун 1527) је био италијански политички филозоф током ренесансе. Његово најпознатије дело, Владалац (Il Principe), је књига намењена да буде приручник за владаре. Издата након његове смрти, књига је заговарала теорију да „циљ одређује средство“, што се сматра раним примером реалполитике. Уобичајена је грешка да се каже да циљ оправдава средство, што Макијавели ни у једном свом спису није написао. Макијавели је први мислилац који је уочио да политика не подлеже етичким принципима, јер оправдати нешто значи то учинити етички исправним.
Израз макијавелистички данас описује уско, само-интересно понашање, и води многим неправилним схватањима Макијавелијеве филозофије.

## Биографија
Макијавели је рођен у Фиренци, као други син Бернарда ди Никола Макијавелија, адвоката (на добром гласу) и Бартоломее Ди Стефано Нели, његове жене. Оба родитеља су били чланови старог племства Фиренце. Од 1494. до 1512. године, Макијавели млађи је био званични владин службеник. Током овог периода, путовао је у дипломатске мисије у различите европске дворове у Француској, Немачкој, осталим италијанским градовима-државама. Бива кратко заточен у Фиренци 1512. године, затим борави у изгнанству и враћа се у Фиренцу. Умро је у Фиренци 1527. године и сахрањен је у цркви Санта Кроче.
Његов живот се може подијелити у три периода, од којих сваки чини посебну и важну еру историје Фиренце. Његова младост је текла истовремено са величином Фиренце као италијанске силе под вођством Лоренца Де Медичија званог Ил Мањифико (Величанствени). Пад Медичијевих у Фиренци се десио 1494. године, исте године када Макијавели ступио у државну службу. Током његове званичне каријере Фиренца је била слободна република, и ово стање је трајало до 1512. године, када су се Медичијеви вратили на сцену, и исте године Макијавели губи своју службу. Медичијеви су опет владали Фиренцом од 1512. до 1527. године, када су опет избачени из Фиренце. Ово је био период Макијавелијевог повећаног утицаја и вријеме његове литерарне активности; умире пар седмица након истјеривања Медичијевих у својој педесет осмој години 22. јуна 1527, без повратка у државну службу.

### Младост
Мада постоји врло мало писаних трагова o Макијавелијевој младости, Фиренца из тих дана је јако добро позната, па се рано окружење овог познатог грађанина Фиренце лако може замислити. Фиренца у то доба је описана као град са двије супротне струје живота, једна одређивана од стране енергичног (и аскетског) Савонароле, док је друга струја вођена од стране љубитеља раскоши Лоренца.
Макијавели нам у својој Историји Фиренце даје слику младића са којима је његова младост прошла. Он овако пише: „Они су били слободнији него њихови преци у облачењу и животу, и трошили су више у осталим врстама претјеривања, трошећи своје вријеме и новац у доколичарењу, коцкању, и женама; њихов главни циљ је био да се појаве добро обучени и да причају лукаво и оштро, док би онај који би повриједио друге на најлукавији начин носио титулу најпаметнијег“.

### Служба
Сљедећи период његовог живота је проведен у служби слободне фирентинске републике, која је процвјетала од истјеривања Медичијевих 1494. године до њиховог повратка 1512. године. Након четири године службе у једном од јавних уреда бива постављен за Канцелара и секретара друге канцеларије. Овде смо на чврстом тлу када желимо да сазнамо за догађаје у Макијавелијевом животу, због тога што је током овог периода он узео водећу улогу у пословима републике, и стога имамо његове декрете, записе да нас информишу, као и његове властите текстове. Малобројни преписи њега као секретара дају нам информације о његовим активностима, и допуњавају изворе из којих је он црпио искуства и карактере који испуњавају књигу „Владалац“.
Његова прва мисија је била 1499. године код Катерине Сфорце (Catherina Sforza), из чије је судбине извео закључак да је далеко боље заслужити повјерење народа, него зависити од тврђава.
Године 1500, бива послан у Француску да добије услове од стране Луја XII за наставак рата против Пизе: овај краљ је био онај, који је начином вођења својих спољних послова у Италији, починио пет кључних грешака у државништву које су сумиране у „Владоцу“, и који због истих је избачен из Италије. Он, такође, је био онај који се развео, што је био услов подршке од стране папе Александра VI.
Макијавелијев јавни живот је био већином доминиран догађајима произниклим од амбиција папе Александра VI и његовог сина, Чезара Борџије (Cesare Borgia), војводе Валентина (duca Valentino), и ови карактери испуњавају велики простор у књизи „Владалац“. Макијавели никад не оклијева да цитира акције војводе које су користиле узурпаторима који су жељели да задрже државе које су заузели.

### Писање и смрт
По повратку Медичијевих у Фиренцу, Макијавели, који се пар седмица узалуд надао да ће задржати своју службу под новим властодршцима Фиренце, бива отпуштен декретом датираним на 7. новембар 1512. Кратко након овога бива оптужен за саучесништво у неуспјелој завјери против Медичијевих и завршава у притвору гдје је стављен на тортуру. Нови медичијевски људи, међу којима и папа Лав X, осигурали су његово пуштање на слободу, и он се повлачи на своје мало имање у Сан Кашано, близу Фиренце, гдје се посвећује литератури. У писму Франческу Веторију, датираном 13. децембра, 1513, оставио је веома занимљив опис свог живота у овоме периоду, што указује на његове методе и мотиве за писање „Владаоца“(Il principe).

## Учење
Николо Макијавели је познат као аутор реченице: „Циљ оправдава сва средства“, мада се она тако формулисана не налази ни у једном његовом делу. Он је сматрао да свако, па тако и владар има једну количину моћи, а циљ јесте да се та моћ што је могуће више увећа. При томе владар мора бити изван обичајних моралних кочница, што значи да хришћански морал и политика немају и не могу имати никаквих додирних тачака. Све што увећава моћ и власт јесте исправно примењивати. Иако се неки Макијавелијеви савети могу сматрати бескрупулозним, сам Макијавели упозорава да реално не треба мешати са идеалним. У свом најпознатијем делу, Владаоцу, пише:
Ту се сад поставља питање: да ли је боље да те људи љубе или да те се боје. Одговор је, да би најбоље било и једно и друго; но како је то двоје тешко саставити, много је сигурније, да те се људи боје, неголи да те љубе, ако већ обоје не можеш постићи. Јер о људима се уопштено може казати: незахвални су, непоуздани, притворни, избегавају опасности и похлепни су за добитком; док им добро чиниш, твоји су, нуде ти своју крв, иметак, жене и децу, како сам вам већ казао, кад је потреба далеко; но кад се невоља примакне, окрећу се. Пропада владар, који се посве ослонио на њихове речи, па се није ни на шта припремио; јер пријатељства, које се добијају за плату, а не величином и племенитошћу духа, купују се, а не поседују, па се у право време не могу употребити. Осим тога, људи се мање устручавају да увреде некога, који жели да га љубе, неголи некога, који им улива страх; јер љубав се подржава везом захвалности, само што људи, будући да су опаки, ту везу раскидају, кад год им је то од користи; страх се пак подржава непрестаном претњом казне.— Владалац

## Списи
Ово је списак Макијавелијевих главних радова (написао их је више од 30 током свог живота):
- Discorso sopra le cose di Pisa, 1499
- Del modo di trattare i popoli della Valdichiana ribellati, 1502
- Del modo tenuto dal duca Valentino nell' ammazzare Vitellozzo Vitelli, Oliverotto da Fermo, etc., 1502 (Description of the Methods Adopted by the Duke Valentino when Murdering Vitellozzo Vitelli, Oliverotto da Fermo, the Signor Pagolo, and the Duke di Gravina Orsini)
- Discorso sopra la provisione del danaro, 1502
- Decennale primo (poem in terza rima), 1506
- Ritratti delle cose dell'Alemagna, 1508-1512
- Decennale secondo, 1509
- Ritratti delle cose di Francia, 1510
- Discorsi sopra la prima deca di T. Livio, 3 vols., 1512-1517
- Il Principe, 1513 (The Prince)
- Andria, comedy translated from Terence, 1513 (?)
- Mandragola, prose comedy in five acts, with prologue in verse, 1513
- Della lingua (dialogue), 1514
- Clizia, comedy in prose, 1515 (?)
- Belfagor arcidiavolo (novel), 1515
- Asino d'oro (poem in terza rima), 1517
- Dell'arte della guerra, 1519-1520 (The Art of War)
- Discorso sopra il riformare lo stato di Firenze, 1520
- Sommario delle cose della citta di Lucca, 1520
- Vita di Castruccio Castracani da Lucca, 1520 (The Life of Castruccio Castracani of Lucca)
- Istorie fiorentine, 8 books, 1521-1525 (History of Florence)
- Frammenti storici, 1525.
- Other poems include Sonetti, Canzoni, Ottave, and Canti carnascialeschi

### Биографије
- Baron, Hans (1961). „Machiavelli: The Republican Citizen and the Author of 'the Prince'”. The English Historical Review. 76 (299): 217—253. JSTOR 557541. doi:10.1093/ehr/LXXVI.CCXCIX.217.
- Acton, John Emerich Edward Dalberg Acton Baron (1907). The Cambridge Modern History. The University Press. стр. 3.
- Capponi, Niccolò. (2010). An Unlikely Prince: The Life and Times of Machiavelli. Da Capo Press.
- Celenza, Christopher S. (2015). Machiavelli: A Portrait. Cambridge, Mass: Harvard University Press. ISBN 9780674416123.
- Godman, Peter (1998), From Poliziano to Machiavelli: Florentine Humanism in the High Renaissance, Princeton University Press
- Grazia, Sebastian De (13. 1. 1994). Machiavelli in Hell. Knopf Doubleday Publishing. ISBN 0679743421.
- Hale, J. R (1961). Machiavelli and Renaissance Italy..
- Hulliung, Mark (1983). Citizen Machiavelli. ISBN 978-0-691-07661-4.
- Oppenheimer, Paul (2011). Machiavelli : a life beyond ideology. London ; New York: Continuum. ISBN 9781847252210.
- Ridolfi, Roberto (1963). The Life of Niccolò Machiavelli.. a standard scholarly biography
- Schevill, Ferdinand (1956). Six Historians. [Chicago] University of Chicago Press. стр. 61—91.
- Skinner, Quentin (1981). Machiavelli. Oxford, Eng.: Oxford University Press. ISBN 978-0-19-287516-7.
- Skinner, Quentin (2000). Machiavelli: A Very Short Introduction.
- Unger, Miles J. 'Machiavelli: A Biography' (Simon & Schuster 2011) a lively, authoritative account of Machiavelli's life and work.
- Villari, Pasquale (1892). The Life and Times of Niccolò Machiavelli.. (2 vol 1892) ( Vol 1; Vol 2)
- Viroli, Maurizio (2000). Niccolò's Smile: A Biography of Machiavelli. Farrar, Straus and Giroux. ISBN 0374221871.
- Viroli, Maurizio (1998). Machiavelli..
- Vivanti, Corrado (2013). Niccolò Machiavelli: An Intellectual Biography. Princeton University Press. ISBN 978-0-691-15101-4.

### Политичка мисао
- Anglo, Sydney (2005). Machiavelli – The First Century: Studies in Enthusiasm, Hostility, and Irrelevance. Oxford University Press. ISBN 978-0-19-926776-7..
- Baron, Hans (21. 3. 1966). The Crisis of the Early Italian Renaissance: Civic Humanism and Republican Liberty in an Age of Classicism and Tyranny. Princeton University Press. ISBN 0691007527.
- Baron, Hans. In Search of Florentine Civic Humanism (2 vols. 1988).
- Baron, Hans (1961). „Machiavelli: The Republican Citizen and the Author of 'the Prince'”. The English Historical Review. 76 (299): 217—253. JSTOR 557541. doi:10.1093/ehr/LXXVI.CCXCIX.217.
- Bireley, Robert (1990), The Counter Reformation Prince
- Black, Robert (1999), „Machiavelli, servant of the Florentine republic”,  Ур.: Bock, Gisela; Skinner, Quentin; Viroli, Maurizio, Machiavelli and Republicanism, Cambridge University Press
- Bock, Gisela; Skinner, Quentin; Viroli, Maurizio, ур. (1993). Machiavelli and Republicanism. Cambridge University Press. ISBN 978-0-521-43589-5.
- Chabod, Federico (1958). Machiavelli & the Renaissance.. online from ACLS E-Books
- Connell, William J. (2001), "Machiavelli on Growth as an End," in Anthony Grafton and J.H.M. Salmon, eds., Historians and Ideologues: Essays in Honor of Donald R. Kelley, Rochester: University of Rochester Press, 259-277.
- Donskis, Leonidas, ур. (2011). Niccolò Machiavelli: History, Power, and Virtue. Rodopi. ISBN 978-90-420-3277-4.
- Everdell, William R. (2000). „Niccolò Machiavelli: The Florentine Commune”. The End of Kings: A History of Republics and Republicans. Chicago: University of Chicago Press. ISBN 9780226224824..
- Fischer, Markus (1997). „Machiavelli's Political Psychology”. The Review of Politics. 59 (4): 789—829. JSTOR 1408308. S2CID 146570913. doi:10.1017/S0034670500028333.
- Fischer, Markus (2000), Well-ordered License: On the Unity of Machiavelli's Thought, Lexington Book
- Guarini, Elena (1999), „Machiavelli and the crisis of the Italian republics”,  Ур.: Bock, Gisela; Skinner, Quentin; Viroli, Maurizio, Machiavelli and Republicanism, Cambridge University Press
- Gilbert, Allan (1938), Machiavelli's Prince and Its Forerunners, Duke University Press
- Gilbert, Felix. Machiavelli and Guicciardini: Politics and History in Sixteenth-Century Italy (2nd ed. 1984) online from ACLS-E-books
- Gilbert, Felix. "Machiavelli: The Renaissance of the Art of War," in Edward Mead Earle, ed. The Makers of Modern Strategy. 1944.
- Jensen, De Lamar,, ур. (1960). Machiavelli: Cynic, Patriot, or Political Scientist?.. essays by scholars
- Jurdjevic, Mark (2014). A Great and Wretched City: Promise and Failure in Machiavelli's Florentine Political Thought. Cambridge, MA: Harvard University Press. ISBN 978-0-674-72546-1.
- Kennington, Richard (2004), On Modern Origins, Lexington Books
- Mansfield, Harvey C. (1981). „Machiavelli's Political Science”. The American Political Science Review. 75 (2): 293—305. JSTOR 1961365. S2CID 145127539. doi:10.2307/1961365.
- Mansfield, Harvey (1993), Taming the Prince, The Johns Hopkins University Press
- Mansfield, Harvey (1995), „Machiavelli and the Idea of Progress”,  Ур.: Melzer; Weinberger; Zinman, History and the Idea of Progress, Cornell University Press
- Mansfield, Harvey C.  Machiavelli's Virtue (1996), 371 pp
- Mansfield, Harvey C. (15. 4. 2001). Machiavelli's New Modes and Orders: A Study of the Discourses on Livy. University of Chicago Press. ISBN 0226503704.
- Masters, Roger (1996). Machiavelli, Leonardo and the Science of Power. University of Notre Dame Press. ISBN 978-0-268-01433-9.
- Masters, Roger (1998). Fortune is a River: Leonardo Da Vinci and Niccolò Machiavelli's Magnificent Dream to Change the Course of Florentine History. Simon & Schuster. ISBN 978-0-452-28090-8.
- Mattingly, Garrett (јесен 1958), „Machiavelli's Prince: Political Science or Political Satire?”, The American Scholar (27): 482—91.
- Najemy, John (1993), Between Friends: Discourses of Power and Desire in the Machiavelli-Vettori Letters of 1513–1515, Princeton University Press
- Najemy, John M. (1996), „Baron's Machiavelli and Renaissance Republicanism”, American Historical Review, The American Historical Review., 101 (1): 119—29, JSTOR 2169227, doi:10.2307/2169227.
- Parel, A. J. (1991). „The Question of Machiavelli's Modernity”. The Review of Politics. 53 (2): 320—339. JSTOR 1407757. S2CID 170629105. doi:10.1017/S0034670500014649.
- Parel, Anthony (1972), „Introduction: Machiavelli's Method and His Interpreters”, The Political Calculus: Essays on Machiavelli's Philosophy, Toronto, стр. 3—28
- Parsons, William B. (2016). Machiavelli's Gospel. University of Rochester Press. ISBN 9781580464918.
- Pocock, J.G.A. (1975), The Machiavellian Moment: Florentine Political Thought and the Atlantic Republican Tradition, Princeton new ed. , a highly influential study of Discourses and its vast influence; . 2003. ISBN 0691114722. Недостаје или је празан параметар |title= (помоћ)
- Pocock, J. G. A. (1981). „The Machiavellian Moment Revisited: A Study in History and Ideology”. The Journal of Modern History. 53 (1): 49—72. JSTOR 1877064. S2CID 143983746. doi:10.1086/242241.
- Rahe, Paul (1992), Republics Ancient and Modern: Classical Republicanism and the American Revolution „online edition”. Архивирано из оригинала 23. 09. 2009. г. Приступљено 17. 03. 2018.
- Rahe, Paul A. (2006). Machiavelli's Liberal Republican Legacy. Cambridge University Press. ISBN 978-0-521-85187-9.
- Ruggiero, Guido (2007). Machiavelli in Love: Sex, Self, and Society in the Italian Renaissance. JHU Press. ISBN 978-0-8018-8516-7.
- Schaefer, David (1990), The Political Philosophy of Montaigne, Cornell University Press.
- Scott, John T.; Sullivan, Vickie B. (1994). „Patricide and the Plot of the Prince: Cesare Borgia and Machiavelli's Italy”. The American Political Science Review. 88 (4): 887—900. ISSN 0003-0554. JSTOR 2082714. doi:10.2307/2082714.
- Skinner, Quentin (1978). The Foundations of Modern Political Thought, v. I, The Renaissance.
- Soll, Jacob (2005), Publishing The Prince: History, Reading and the Birth of Political Criticism, University of Michigan Press
- Stanford Encyclopedia of Philosophy (2005). Niccolò Machiavelli.. online edition
- Strauss, Leo (1987), „Niccolò Machiavelli”,  Ур.: Strauss, Leo; Cropsey, Joseph, History of Political Philosophy (3rd изд.), University of Chicago Press
- Strauss, Leo (1958). Thoughts on Machiavelli. Chicago: University of Chicago Press. ISBN 978-0-226-77702-3.
- Sullivan, Vickie B., ed. (2000), The Comedy and Tragedy of Machiavelli: Essays on the Literary Works, Yale University Press
- Sullivan, Vickie B. (1996), Machiavelli's Three Romes: Religion, Human Liberty, and Politics Reformed, Northern Illinois University Press
- von Vacano, Diego, "The Art of Power: Machiavelli, Nietzsche and the Making of Aesthetic Political Theory," Lanham MD: Lexington: 2007.
- Thompson, C. Bradley (1995), „John Adams's Machiavellian Moment”, The Review of Politics, 57 (3): 389—417, S2CID 154074090, doi:10.1017/S0034670500019689. Also in Rahe 2006.
- Whelan, Frederick G. (2004), Hume and Machiavelli: Political Realism and Liberal Thought, Lexington
- Martin Wight, Four Seminal Thinkers in International Theory: Machiavelli, Grotius, Kant and Mazzini ed. Gabriele Wight & Brian Porter. Four Seminal Thinkers in International Theory: Machiavelli, Grotius, Kant, and Mazzini. Oxford: Oxford University Press. 2005. ISBN 9780199273676.. http://ukcatalogue.oup.com/product/9780199273676.do

### Италијанске студије
- Barbuto, Marcelo (2005), „Questa oblivione delle cose. Reflexiones sobre la cosmología de Maquiavelo (1469—1527),”. Revista Daimon. 34., Universidad de Murcia. p. 34–52.
- Barbuto, Marcelo (2008), „Discorsi, I, XII, 12–14. La Chiesa romana di fronte alla republica cristiana”. Filosofia Politica., 1, Il Mulino, Bologna. p. 99–116.
- Connell, William J. (2015), Machiavelli nel Rinascimento italiano, Milano, Franco Angeli.
- Giuseppe Leone, "Silone e Machiavelli. Una scuola...che non crea prìncipi", pref. di Vittoriano Esposito, Centro Studi Ignazio Silone, Pescina, 2003.
- Martelli, Mario (2004), „La Mandragola e il suo prologo”. Interpres., XXIII. p. 106–42.
- Martelli, Mario (2003), „Per la definizione della nozione di principe civile”. Interpres., XXII.
- Martelli, Mario (2001), „I dettagli della filologia”. Interpres. XX. p. 212–71.
- Martelli, Mario (1999a), „Note su Machiavelli”. Interpres. XVIII. p. 91–145.
- Martelli, Mario (1999b), Saggio sul Principe, Salerno Editrice, Roma.
- Martelli, Mario (1999c), "Machiavelli e Savonarola: valutazione politica e valutazione religiosa", Girolamo Savonarola. L´uomo e il frate". Atti del xxxv Convegno storico internazionale (Todi, II-14 ottobre 1998), CISAM, Spoleto. p. 139–53.
- Martelli, Mario (1998a), Machiavelli e gli storici antichi, osservazioni su alcuni luoghi dei discorsi sopra la prima deca di Tito Livio, Quaderni di Filologia e critica, 13, Salerno Editrice, Roma.
- Martelli, Mario (1998b), „Machiavelli politico amante poeta”. Interpres. XVII. p. 211–56.
- Martelli, Mario (1998c), „Machiavelli e Savonarola”. Savonarola. Democrazia, tirannide, profezia., a cura di G.C. Garfagnini, Florencia, Sismel-Edizioni del Galluzo. p. 67–89.
- Martelli, Mario and Bausi, Francesco (1997), „Politica, storia e letteratura: Machiavelli e Guicciardini”. Storia della letteratura italiana., E. Malato (ed.), vol. IV. Il primo Cinquecento, Salerno Editrice, Roma. p. 251–320.
- Martelli, Mario (1985–1986), „Schede sulla cultura di Machiavelli”. Interpres. VI. p. 283–330.
- Martelli, Mario (1982) „La logica provvidenzialistica e il capitolo XXVI del Principe”. Interpres. IV. p. 262–384.
- Martelli, Mario (1974), „L´altro Niccolò di Bernardo Machiavelli”. Rinascimento., XIV. p. 39–100.
- Sasso, Gennaro (1993), Machiavelli: storia del suo pensiero politico, II vol., Bologna, Il Mulino,
- Sasso, Gennaro (1987–1997) Machiavelli e gli antichi e altri saggi, 4 vols., Milano, R. Ricciardi

### Издања
Колекције
- Gilbert, Allan H. ed. Machiavelli: The Chief Works and Others, (3 vol. 1965), the standard scholarly edition
- Bondanella, Peter, and Mark Musa,, ур. (1979). The Portable Machiavelli.
- Penman, Bruce (1981). The Prince and Other Political Writings.
- Machiavelli, Niccolò (јануар 1994).  Wootton, David, ур. Selected Political Writings. Indianapolis: Hackett Pubs. ISBN 087220247X.

Принц
- Machiavelli, Niccolò (2016). The Prince with Related Documents (Second изд.). Boston: Bedford/St. Martin's. ISBN 978-1-319-04892-1.. Translated by William J. Connell
- Machiavelli, Niccolò (9. 10. 2015).  W. Garner, ур. The Prince. Превод: Luigi Ricci. Adagio Press. ISBN 978-0996767705.
- Machiavelli, Niccolò (1961). The Prince. London: Penguin. ISBN 978-0-14-044915-0.. Translated by George Bull
- Machiavelli, Niccolò (2006), El Principe/The Prince: Comentado Por Napoleon Bonaparte / Commentaries by Napoleon Buonaparte, Mestas Ediciones. Translated into Spanish by Marina Massa-Carrara
- Machiavelli, Niccolò (1985), The Prince, University of Chicago Press. Translated by Harvey Mansfield
- Machiavelli, Niccolò (1995), The Prince, Everyman. Translated and Edited by Stephen J. Milner. Introduction, Notes and other critical apparatus by J.M. Dent.
- The Prince ed. by Peter Bondanella (1998) 101 pp = The%20Prince online edition[мртва веза]
- ed. by Rufus Goodwin and Benjamin Martinez (2003). The Prince. ISBN 0937832383.
- The Prince. 2007. Machiavelli, Niccolò (2007). The Prince: Arc Manor's Original Special Student Edition. Arc Manor Publishers. ISBN 978-0979415401.
- Machiavelli, Niccolò. The Prince, (1908 edition tr by W. K. Marriott) Gutenberg edition
- Marriott, W. K. (2008). The Prince. Red and Black Publishers. ISBN 978-1-934941-00-3.
- Il principe. 2006. ed. by Mario Martelli and Nicoletta Marcelli, Edizione Nazionale delle Opere di Niccolò Machiavelli, Salerno Editrice, Roma.

Открића на Ливију
- Discorsi sopra la prima deca di Tito Livio. 2001., ed. by Francesco Bausi, Edizione Nazionale delle Opere di Niccolò Machiavelli, II vol. Salerno Editrice, Roma.
- The Discourses, tr. with introduction and notes by L. J. Walker (2 vol 1950).
- Machiavelli, Niccolò (1531). The Discourses. Translated by Leslie J. Walker, S.J, revisions by Brian Richardson (2003). London: Penguin Books. ISBN 978-0-14-044428-5.
- The Discourses, edited with an introduction by Bernard Crick (1970).

Уметност ратовања
- The Seven Books on the Art of War
- The Art of War. University of Chicago Press., edited with new translation and commentary by Christopher Lynch (2003)
- The Art of War. Machiavelli, Niccolò; Farneworth, Ellis (1775). The Works of Nicholas Machiavel ...: Translated from the Originals; : Illustrated with Notes, Annotations, Dissertations, and Several New Plans on the Art of War.
- The Art of War, Niccolò Machiavelli. Da Capo press edition, 2001, with introduction by Neal Wood.

Флорентинске историје
- History of Florence online 1901 edition
- Machiavelli, Niccolò (1988), Florentine Histories, Princeton University Press. Translation by Laura F Banfield and Harvey Mansfield.

Кореспонденција
- Juan Manuel Forte (edición y traducción), Madrid, La Esfera de los Libros, 435 págs. Machiavelli, Niccolò (2007). Epistolario privado. Las cartas que nos desvelan el pensamiento y la personalidad de uno de los intelectuales más importantes del Renacimiento. Esfera de los Libros. ISBN 978-84-9734-661-0.
- The Private Correspondence of Niccolò Machiavelli, ed. by Orestes Ferrara; (1929) = The%20Private%20Correspondence%20of%20Nicolo%20Machiavelli online edition[мртва веза]
- Machiavelli, Niccolò (1996), Machiavelli and his friends: Their personal correspondence, Northern Illinois University Press. Translated and edited by James B. Atkinson and David Sices.
- Also see Najemy 1993.

Поезија и комедија
- Machiavelli, Niccolò (1985), Comedies of Machiavelli, University Press of New England Bilingual edition of The Woman from Andros, The Mandrake, and Clizia, edited by David Sices and James B. Atkinson.
- Hoeges, Dirk (2006). Niccolò Machiavelli. Dichter-Poeta. Mit sämtlichen Gedichten, deutsch/italienisch. Con tutte le poesie, tedesco/italiano. Reihe: Dialoghi/Dialogues: Literatur und Kultur Italiens und Frankreichs, Band 10, Peter Lang Verlag, Frankfurt/M. u.a. ISBN 978-3-631-54669-7.